# Proserv
 (décembre 2022).
Si vous disposez d'ouvrages ou d'articles de référence ou si vous connaissez des sites web de qualité traitant du thème abordé ici, merci de compléter l'article en donnant les références utiles à sa vérifiabilité et en les liant à la section « Notes et références ».
Proserv est une entreprise américaine de management de sportifs, créée par Donald Dell et Frank Craighill en 1970.
Proserv a géré quelques célébrités comme Michael Jordan, Patrick Ewing, Stan Smith, Arthur Ashe, Pete Sampras, Stefan Edberg et Jimmy Connors.
SFX Sports Group a acheté Proserv en 1999.